# Chilecito
Chilecito – miasto w Argentynie, w prowincji La Rioja, stolica departamentu Chilecito.
Według danych szacunkowych na rok 2005 miejscowość liczy 32 719 mieszkańców.